# 棚倉バイパス
棚倉バイパス（たなぐらバイパス）は、福島県東白川郡棚倉町にある国道118号・国道289号のバイパス道路である。

## 概要
棚倉町は城下町の趣を残す街並みであるため町中心部の国道は狭く線形も悪かった。また水戸市と郡山市、会津若松市を結ぶ幹線道路でありながら25トン車未対応の橋梁があったためこの解消も目的とされ1981年に事業化された。1990年（平成元年）4月13日に棚倉大橋を含む2592mの区間が開通した後、棚倉トンネル、桧木大橋を含む1480mが2000年（平成12年）12月22日に開通、その後部分開通を経て2009年（平成21年）12月26日に全線が開通した。

### 路線データ
- 起点：東白川郡棚倉町大字八槻
- 終点：東白川郡棚倉町大字上台
- 全長：8.14km
- 総事業費：107億円

## 道路施設
宮橋
- 全長：43.0m
  - 主径間：21.102m
- 幅員：8.0（15.0）m
- 形式：2径間連続非合成鋼鈑桁橋
- 竣工：2009年12月[3]
- 施工：矢田工業[4]

棚倉町八槻字大宮から寺山南字駒石・下山本字神主免に跨り、一級水系久慈川水系近津川を渡る。1932年に架けられた旧橋梁（全長24.2m、幅員6.0、2径間RC桁橋）の老朽化と幅員狭小の解消のため、バイパス建設に伴い架け替えられた。総工費は1億8500万円。
棚倉大橋
- 全長 - 135.0m
  - 主径間 - 50.0m
- 幅員：7.5（12.5）m
- 形式 - 3径間連続非合成鋼鈑桁橋
- 竣工 - 1988年竣工、1990年（平成元年）4月13日開通。
- 施工 - 東京鐵骨橋梁[6]

棚倉町上手沢から棚倉町棚倉に跨がり、一級水系久慈川を渡る。バイパス建設に伴う国道橋梁整備事業により建設された。橋桁は町花であるツツジをイメージしたショッキングピンクに塗装され、高欄は友好都市であるギリシャの国旗の色に、親柱はパルテノン神殿がモチーフとなっている。総工費は3億6400万円。
棚倉トンネル
- 全長：456m
- 幅員：6.5（11.5）m
- 工法：NATM工法
- 竣工：2000年12月
- 施工：藤田・深谷特定建設工事共同企業体

1994年2月に起工式が行われ、1995年11月1日に貫通、2000年12月22日にバイパス開通に伴い供用された。総事業費は16億円。
赤舘大橋
- 全長：196m
  - 主径間：60.0m
- 幅員：7.5（14.5）m
- 形式：4径間連続鋼箱桁橋
- 竣工：1998年

棚倉町桧木にて一級水系久慈川水系桧木川とそれに並行するJRバス白棚線専用道路と棚倉町道を渡る。事業開始当初は桧木大橋と呼称され、近隣の赤舘城から現在の橋名が付けられた。総事業費は12億870万円。ふくしまの橋カードNo.14に選ばれており、道の駅はなわで配布されている。

## 接続する路線
- 国道118号水戸方面（起点）
- 国道289号いわき方面・福島県道176号近津停車場線（供用済起点）
- 福島県道231号山本不動線
- 栃木県道・福島県道60号黒磯棚倉線
- 国道289号只見方面
- 福島県道25号棚倉鮫川線
- 福島県道177号磐城棚倉停車場線
- 国道118号会津若松方面（終点）